# Neonauclea glabra
Neonauclea glabra là một loài thực vật có hoa trong họ Thiến thảo. Loài này được (Roxb.) Bakh.f. & Ridsdale mô tả khoa học đầu tiên năm 1989.